# 2020 par pays en Amérique
Pour les pays d'Amérique du Nord, voir : 2020 au Canada, 2020 aux États-Unis, et 2020 au Mexique.

## Continent américain
- 1er juillet : en Amérique du Nord, l'Accord Canada–États-Unis–Mexique, successeur de l'ALENA, entre en vigueur.
- 18 novembre : l'ouragan Iota touche l'Amérique centrale, principalement le Nicaragua et le Honduras.

## Petites Antilles
- 9 janvier : élections législatives à Saint-Martin.
- 5 juin : élections législatives à Saint-Christophe-et-Niévès.
- 29 juin : élections législatives à Anguilla.
- 5 novembre : élections législatives à Saint-Vincent-et-les-Grenadines.

## Belize
- 11 novembre : élections législatives.

## Bermudes
- 1er octobre : élections législatives.

## Canada
- 10 février : une étude publiée dans la revue Cretaceous Research identifie une nouvelle espèce de tyrannosaures, Thanatotheristes degrootorum (Le « faucheur de la mort »), découvert au Canada[1].
- 24 février : un mineur de 17 ans attaque à la machette un salon de massage érotique à Toronto au Canada, tuant une femme et blessant deux autres personnes (une femme et un homme), l'enquête de la Gendarmerie royale du Canada démontre qu'il s'inspirait du mouvement misogyne « incel »[2] ; lors de la première comparution de l'accusé devant un tribunal le 19 mai pour meurtre au premier degré et tentatives de meurtres, la justice les chefs d'accusation sont requalifiés en activités terroristes[2], sur recommandation de la Gendarmerie royale et de la police de Toronto, c'est la première fois au Canada qu'un incel fait face à un chef d’accusation de terrorisme[3].
- 18 et 19 avril : une tuerie en Nouvelle-Écosse fait 23 morts.
- 22 mai : le loueur de véhicule Hertz, employant près de 38 000 salariés, se déclare en faillite aux États-Unis et au Canada.

## Chili
- 13 juin : après que les cas de covid-19 soient repartis à la hausse au Chili et que des journalistes aient découverts que le Ministre de la Santé transmettait des chiffres sous-évalués aux médias, démission du ministre de la Santé Jaime Manalich[4].
- 25 octobre : référendum constitutionnel.

## Costa Rica
- 26 mai : le Costa Rica est devenu le premier pays d'Amérique Centrale à autoriser le mariage homosexuel (le mariage homosexuel étant légal dans certains États du Mexique mais pas la totalité) au terme d'une bataille judiciaire de plusieurs mois.

## République dominicaine
- 15 mars : élections municipales.
- 5 juillet : élection présidentielle et élections parlementaires.

## Équateur
- 7 septembre : l'ancien président de l'Équateur Rafael Correa est condamné en cassation et par contumace (Correa vivant en Belgique depuis 2017) par la Cour suprême à 8 ans de prison et à l'inéligibilité à vie à cause d'une affaire de corruption[5].

## Guyana
- 2 mars : élections législatives et élections régionales.

## Haïti
- 23 août : l'ouragan Laura frappe le pays et fait 31 morts.
- Nuit du 28 au 29 août : le bâtonnier de Port-au-Prince, maître Monferrier Dorval, est assassiné par balle à son domicile, selon l'enquête il s'agit d'un acte terroriste[6],[7].

## Honduras
- 11 février : Le commissaire général de la Police nationale Leonel Luciano Sauceda, et sa femme Patricia Sbeltlana Estrada, sont arrêtés pour blanchiment d'argent, suspectés d'avoir respectivement blanchi 13,8 millions de lempiras (plus de 500000 dollars américains) et 2,7 millions de lempiras (environ 100 000 dollars américains) entre 2006 et 2017 ; 33 biens d'origine illicite sont saisis, dont 8 biens immobiliers, 2 véhicules et 3 terrains à bâtir[8].

## Jamaïque
- 3 septembre : élections législatives.

## Paraguay
- 28 novembre : élections municipales.

## Porto Rico
- 3 novembre : 
  - référendum sur le statut de Porto Rico, Au 4 novembre 2020, avec 95,11 % des circonscriptions déclarées, l'État mène le référendum de 52,19 % à 47,81 % de non.
  - Élections générales.

## Suriname
- 25 mai : élections législatives, le Parti national démocratique du président Desi Bouterse perd sa majorité absolue.
- 13 juillet : élection présidentielle, Chan Santokhi est élu.

## Trinité-et-Tobago
- 10 août : élections législatives

## Uruguay
- 27 septembre : élections municipales et départementales.